# Félix Savart
Félix Savart (Charleville-Mézières, 30 giugno 1791 – Parigi, 16 marzo 1841) è stato un fisico e medico francese.

## Biografia
Egli tradusse il trattato De Medica del filosofo Celso del II secolo. Inoltre, egli gettò le basi della fisica molecolare e i suoi scritti si trovano riuniti negli Annales de physique et de chimie (Annali di fisica e di chimica). Insieme al fisico Jean-Baptiste Biot, egli misurò il campo magnetico generato da un filo percorso da corrente e, nel 1820, formulò la legge di Biot-Savart.
Studioso dell'acustica, Félix fu l'inventore del sonometro, del polariscopio e della ruota dentata che porta il suo nome: ruotando su appositi dischi tale apparecchio è in grado di produrre suoni di frequenze determinate.
Egli studiò, nello stesso tempo, le proprietà delle corde vibranti e costruì un violino di forma trapezoidale che è attualmente conservato in Francia all'interno della collezione dell'École polytechnique.
Inoltre, Savart fu membro dell'Académie des sciences, eletto nel 1827 e titolare della cattedra di fisica teorica e sperimentale del Collège de France, nominato nel 1836, in seguito ad André-Marie Ampère e prima di Henri Victor Regnault. Oltre a ciò, fu eletto membro straniero della Royal Society il 30 maggio 1839.
Il suo nome è stato conferito a un'unità di misura degli intervalli musicali (il Savart) anche se fu introdotta da Joseph Sauveur.
Il liutaio Jean-Baptiste Vuillaume collaborò strettamente con Félix Savart per migliorare le prestazioni dei suoi strumenti. Sulle linguette di legno (180 mm x 25mm x 2,5mm) prelevate dai violini Stradivari e dai Guarneri del Gesù, Savart inserì della sabbia e grattò con un archetto sull'angolo di queste linguette, che producono tutte la nota Mi. Ripetendo l'esperimento con le tavole, la nota di fondo fu inevitabilmente di uno tono en-dessous rispetto a quella prodotta dalla tavola.
Dallo stesso esperimento effettuato con un violino ordinario emerge generalmente una differenza di una quarta o più.

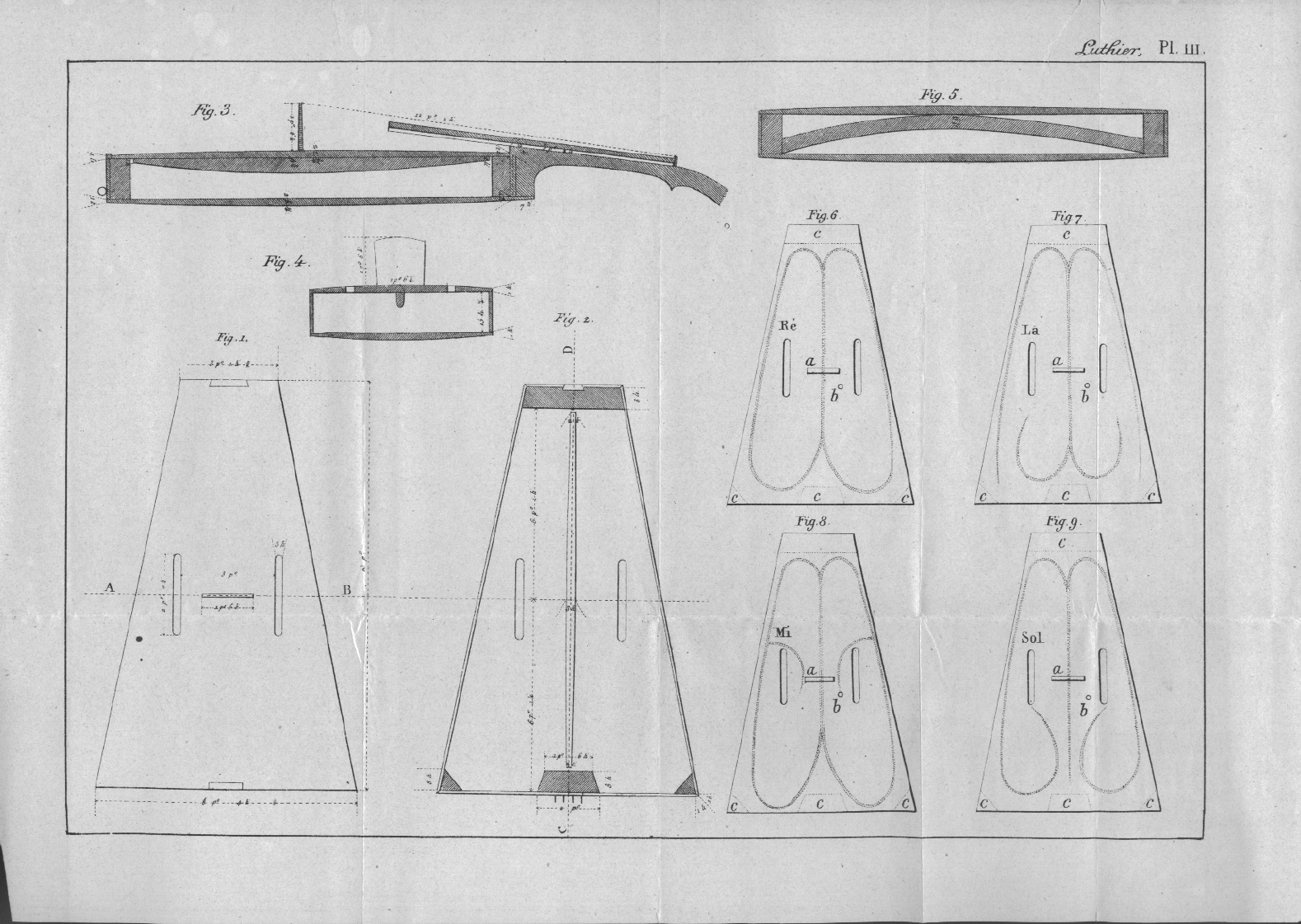
Progetto del violon immaginato da Félix Savart, tratto dallEncyclopédie Roret, articolo Luthier (lett. liutaio).

## Opere

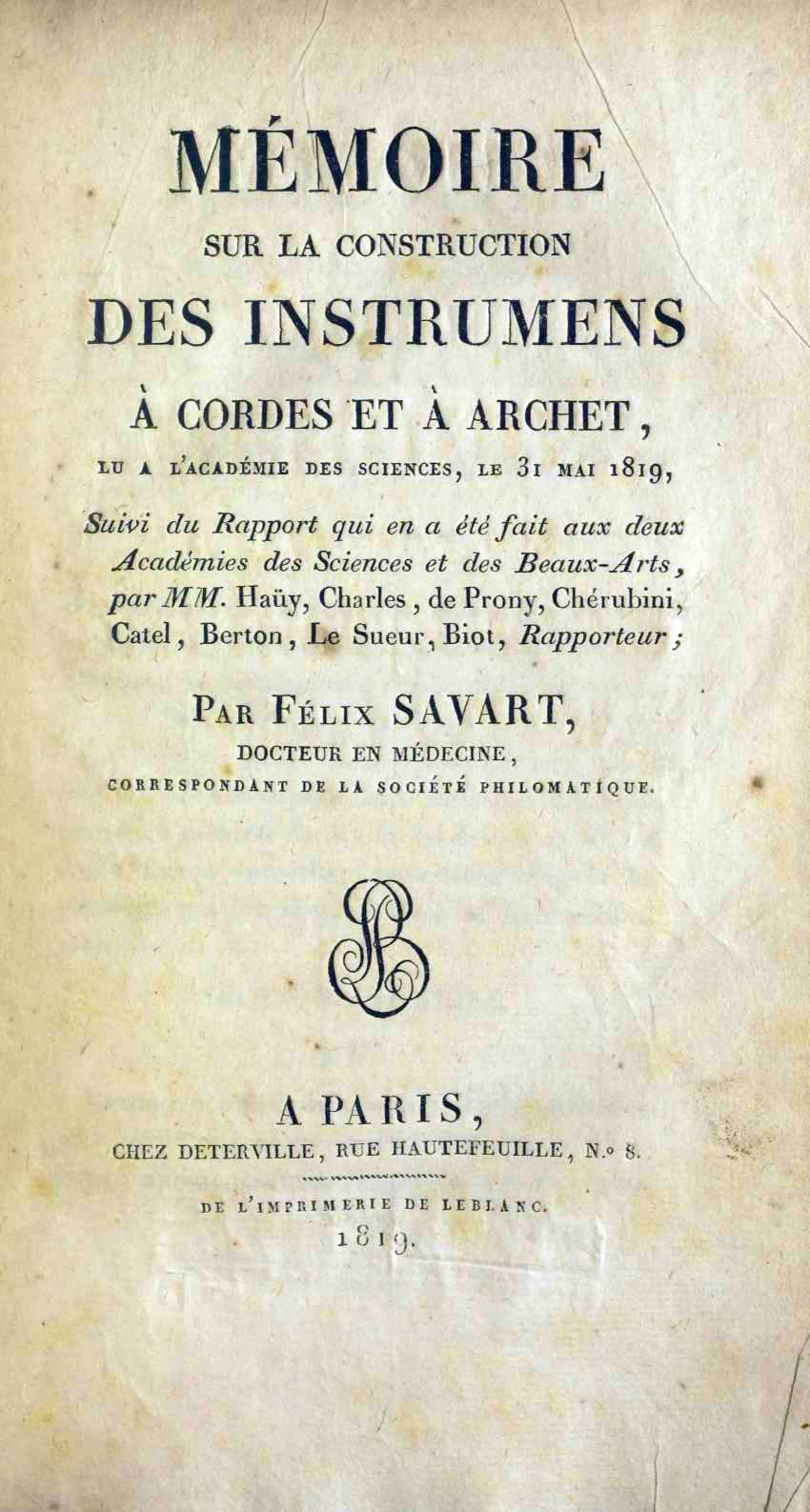
Mémoire sur la construction des instrumens à cordes et à archet, 1819

- (FR) Mémoire sur la construction des instrumens à cordes et à archet, Paris, Jean-François-Pierre Deterville, 1819.